# Tabernaemontana wullschlaegelii
Tabernaemontana wullschlaegelii är en oleanderväxtart som beskrevs av August Heinrich Rudolf Grisebach. Tabernaemontana wullschlaegelii ingår i släktet Tabernaemontana och familjen oleanderväxter. Inga underarter finns listade i Catalogue of Life.